# النا کونتی
النا کونتی (انگلیسی: Elena Conti؛ زادهٔ ۱۴ فوریهٔ ۱۹۶۷) دانشمند در زمینه زیست‌شناسان مولکولی اهل ایتالیا است.